# Sorà d'Efes el Vell
Sorà d'Efes el Vell (en grec antic Σωρανός, en llatí Soranus) era un metge grec nadiu de la ciutat d'Efes, fill de Menandre i de Foebe.
Va exercir la seva professió inicialment a Alexandria (Egipte) i, més tard, va anar a Roma en el regnat de Trajà i Hadrià (al primer quart del segle ii). L'esmenta Suides, que diu que va compondre diversos treballs excel·lents. Segons Fabricius, era de l'escola metòdica i hauria escrit De Coenotetis en almenys dos llibres. Algunes obres de Soranus, no se sap si li corresponen a ell o a Sorà d'Efes el Jove (vegeu la llista d'obres a Sorà d'Efes el Jove).